# Cotylogaster basiri
Cotylogaster basiri är en plattmaskart som beskrevs av Siddiqi och Cable 1960. Cotylogaster basiri ingår i släktet Cotylogaster och familjen Aspidogastridae. Inga underarter finns listade i Catalogue of Life.